# Kerli Kõiv
Kerli Kõiv (ur. 7 lutego 1987 w Elvie) – estońska piosenkarka pop-rockowa.

## Kariera
W 2004 z utworem „Beautiful Inside” brała udział w konkursie Eurolaul 2004, będącym krajowymi eliminacjami do 49. Konkursu Piosenki Eurowizji. W finale selekcji, który odbył się 7 lutego, zajęła drugie miejsce po zdobyciu 3 638 głosów od telewidzów, przegrywając jedynie z zespołem Neiokõsõ.
W 2006 podpisała kontrakt z wytwórnią muzyczną Island Def Jam, która wydała jej debiutancki minialbum pt. Kerli. W 2008 wydała pierwszy album studyjny pt. Love Is Dead, który był pozytywnie oceniany przez krytyków. Płytę promowała singlami „Love Is Dead”, „Walking on Air” i „Creepshow”, do których zrealizowano teledyski. Singiel „Walking on Air” cieszył się sporą popularnością i znalazł się na wielu listach przebojów. 
Nagrała dwa utwory na płytę pt. Almost Alice, stanowiącą oficjalną ścieżkę dźwiękową do filmu Tima Burtona Alicja w Krainie Czarów z 2010. Krążek promowany był m.in. przez singiel „Strange”, który został nagrany we współpracy z niemieckim zespołem Tokio Hotel. Utwór „Tea Party” został trzecim singlem z płyty Almost Alice. 
Po umiarkowanym sukcesie debiutanckiego albumu Kerli rozpoczęła pracę nad nowym projektem. Efektem było wydanie EP-ki pt. Utopia., którą promowała singlami „Army of Love”, „Zero Gravity” i „The Lucky Ones”. Każdy z utworów wspiął się bardzo wysoko na liście US Billboard Hot Dance Club Songs. 
19 lutego 2016 wydała „Feral Hearts”, pierwszy singiel promujący jej drugi album studyjny. W 2017 z utworem „Spirit Animal” brała udział w konkursie Eesti Laul 2017, będącym krajowymi eliminacjami do 62. Konkursu Piosenki Eurowizji. Pomyślnie przeszła przez półfinał selekcji i weszła do finału, w tym zajęła drugie miejsce, przegrywając jedynie z duetem Koit Toome i Laura Põldvere.
10 sierpnia 2019 ukazały się dwie nowe aranżacje piosenek amerykańskiego zespołu Motionless in White z udziałem Kerli.

## Dyskografia
Albumy
| 2007                           | Kerli (EP) - Format: CD   | —   | — |                                                          |
| 2008                           | Love Is Dead - Format: CD | 126 | 1 | - Sprzedaż na świecie: 70,000+ - Sprzedaż w USA: 45,000+ |
| 2013                           | Utopia (EP)               | 196 | 1 |                                                          |
| "—" pozycja nie była notowana. |                           |     |   |                                                          |

Single
| 2007                           | "Love Is Dead" | —  | —  | 4  | —  | —  | — | Love Is Dead |
| 2008                           |                |    |    |    |    |    |   | Love Is Dead |
| "Walking On Air"               | 35             | 32 | 1  | 25 | 12 | 37 |   | Love Is Dead |
| "Creepshow"                    | —              | —  | 15 | —  | —  | —  |   | Love Is Dead |
| 2010                           | "Tea Party"    | —  | —  | —  | —  | 8  | — | Almost Alice |
| "—" pozycja nie była notowana. |                |    |    |    |    |    |   |              |

## Teledyski
| Rok  | Tytuł            | Reżyseria                       |
| ---- | ---------------- | ------------------------------- |
| 2007 | "Goodbye"        | Dave Schwep                     |
| 2008 | "Love is Dead"   | Josh Mond                       |
| 2008 | "Walking On Air" | Dan Shapiro, Alex Topaller      |
| 2008 | "Creepshow"      | Daniel Müntinen, Jaagup Metsalu |
| 2010 | Tea Party        | Justin Harder                   |
| 2010 | Army Of Love     | Kaimar Kukk                     |
| 2012 | Zero Gravity     | Alon Isocianu                   |
| 2012 | The Lucky Ones   | Brian Ziff, Ethan Chancer       |
| 2016 | Feral Hearts     |                                 |